# Christelijk College De Populier
Het Christelijk College De Populier is een protestants-christelijke middelbare school voor mavo-havo-vwo in de Nederlandse stad Den Haag. De school heeft ongeveer 1350 leerlingen en 150 medewerkers. De school is als een van de zes scholen van de Haagse Colleges onderdeel van de stichting Lucas Onderwijs.

## Geschiedenis
De Populier begon in september 1912 als Eerste Christelijke Hoogere Burgerschool in de Sweelinckstraat in Den Haag. Later in een nieuw gebouw aan de Populierstaat voerde het na het "1e Chr. H. B. S." de namen Christelijk Lyceum De Populier en Christelijke scholengemeenschap De Populier. Door het toenemende aantal leerlingen zijn uit De Populier in de loop der tijd drie nieuwe scholen ontstaan: het Zandvlietcollege, Overvoorde en Groen van Prinstercollege.

## Gebouw
Op 31 oktober 1925 werd het schoolgebouw in de Populierstraat feestelijk geopend in aanwezigheid van de minister van Onderwijs Rutgers en minister-president Colijn. Tijdens de Tweede Wereldoorlog werd het gebouw in 1942 gevorderd door de Duitse Wehrmacht. Omdat de school net buiten de Atlantikwall lag werd het voor de sloop bewaard. Om aan de eisen van de tijd te kunnen blijven voldoen is er voortdurend aan het gebouw verbouwd en gerenoveerd. Er volgden uitbreidingen aan de achterkant (Pijnboomstraat) en tweemaal boven op de school.
In januari 2018 werd het tweede gebouw aan de Dunklerstraat 7 in gebruik genomen. De hele mavo heeft daar les in een modern gebouw.

## Bekende oud-leerlingen
- Rinus Ferdinandusse
- Martin Jol
- Wim Deetman
- Lorenzo van Kleef[1]